# پیچ (گیاه‌شناسی)

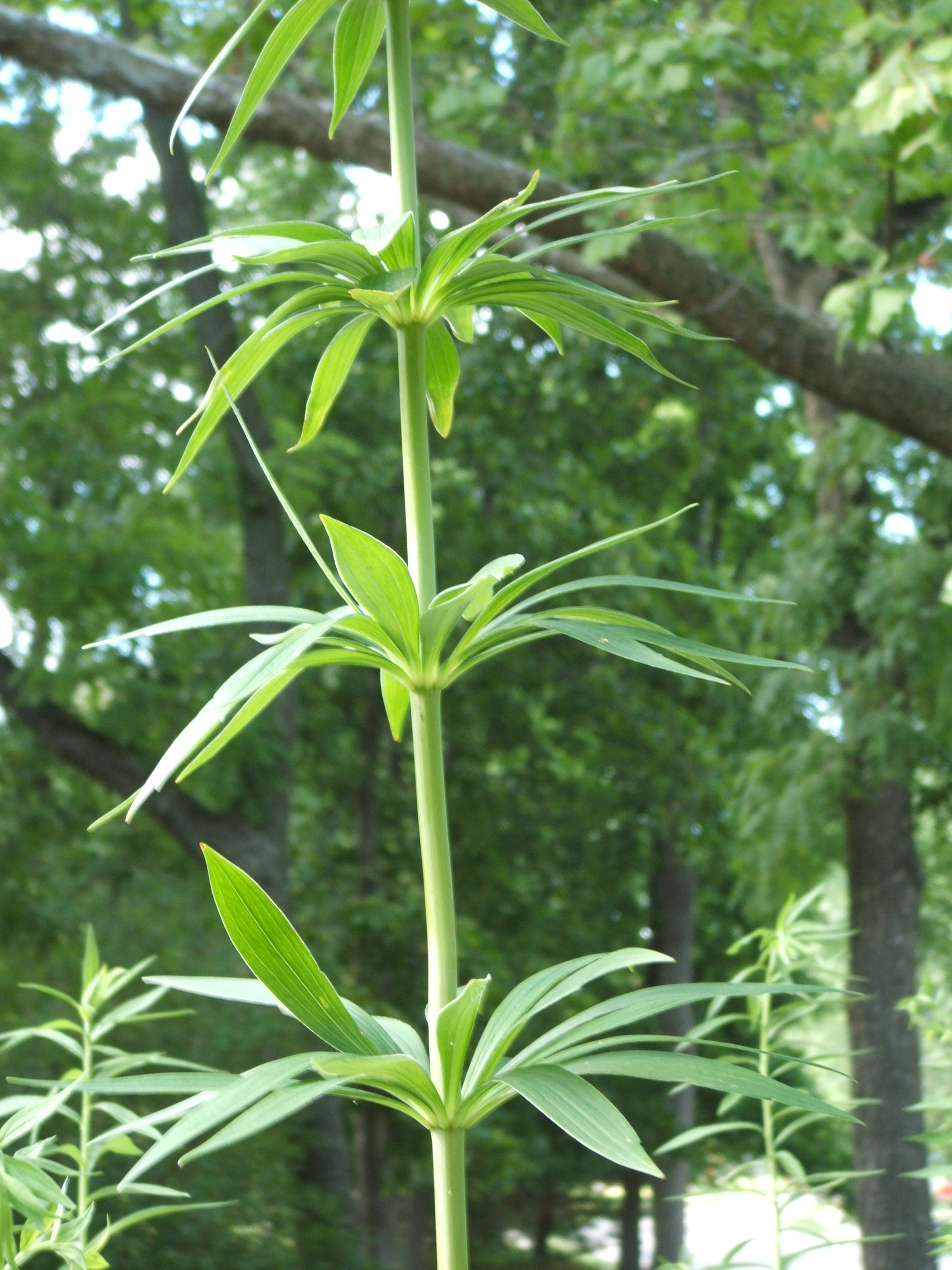
پیچ‌های برگ روی گیاه علفی زنبق میشیگان

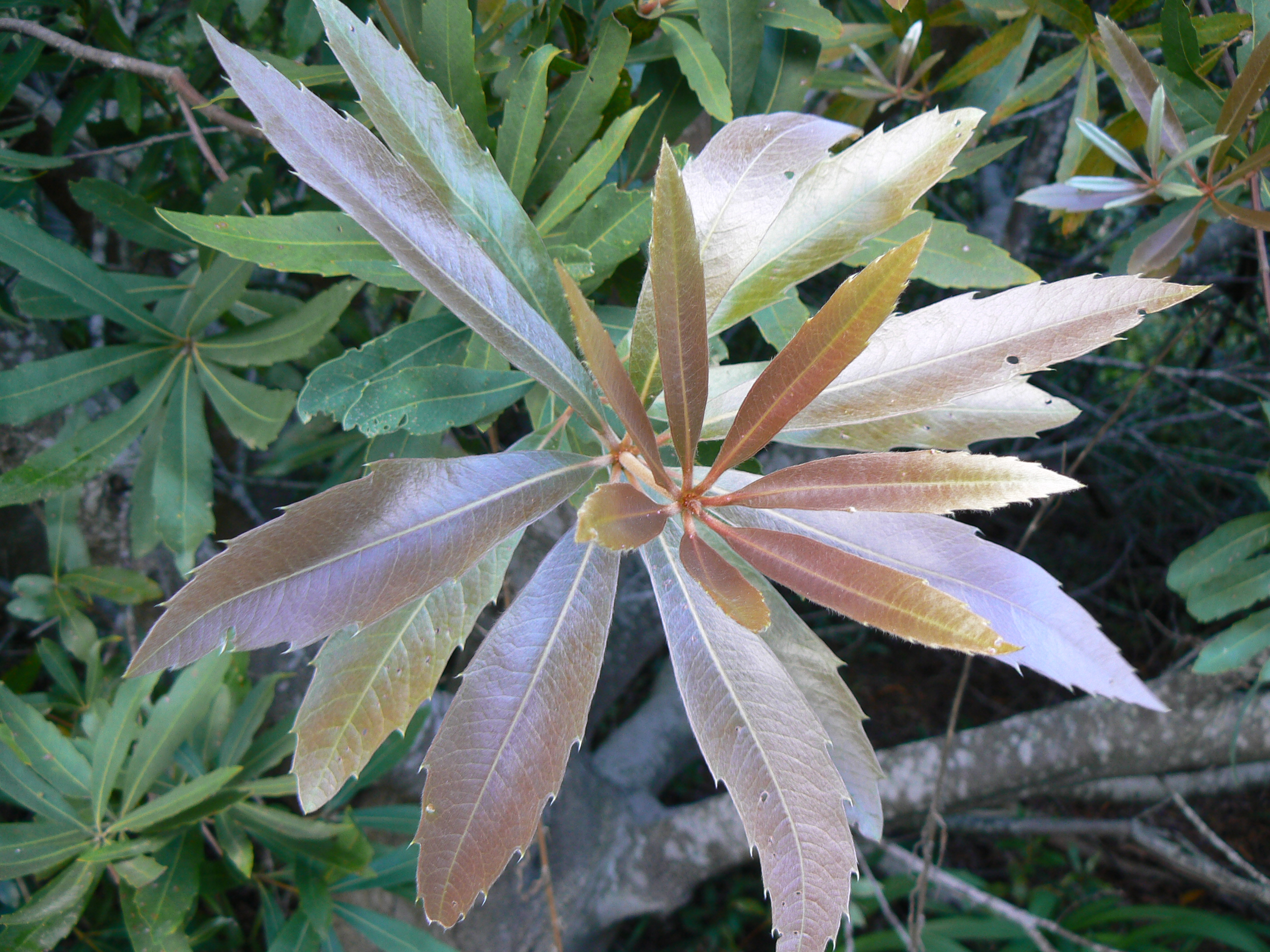
پیچ‌های برگ روی یک درخت چوبی، بادام وحشی

در گیاه‌شناسی پیچ یا حلقهٔ مارپیچی نوعی آرایش و ترتیب کاسبرگ‌ها، گلبرگ‌ها، برگ‌ها، گوشوارک‌ها یا شاخه‌ها است که از یک نقطه منفرد منشعب شده و ساقه را احاطه کرده یا در اطراف آن می‌پیچد. یک پیچ حداقل شامل سه عنصر است؛ یک جفت برگ مقابل هم پیچ نامیده نمی‌شوند.
ریخت‌شناسی گل‌های بیشتر گیاهان گلدار متکی بر چهار پیچ است.
۱. کاسه‌گل: پیچی از کاسبرگ‌ها از پایین
۲. جام گل: پیچی از گل‌برگ‌ها بالای کاسه‌گل
۳. نافه گل: پیچی از پرچم‌های گل که هر کدام شامل یک رشته و یک بساک هستند.
۴. مادگی (مجموعهٔ اندام‌های ماده):پیچی از بخش‌های ماده گل:کلاله، خامه و تخمدان
به گلهایی که هیچ‌کدام از این قسمت‌ها را نداشته باشند،گل ناقص  گفته می‌شود. همه گل‌ها از پیچ‌ها تشکیل نمی‌شوند، چون ممکن است قطعات به صورت مارپیچی در کنار هم قرار گرفته باشند: مثل مگنولیان
رشد برگ‌ها به صورت پیچ نسبتاً غیرمعمول است مگر در گونه‌های گیاهی که میان‌گرهٔ خیلی کوتاهی دارند. به‌هرحال این اتفاق در بعضی از درختان مثل بادام وحشی و دیگر شکرپارگان مثل تعدادی از گونه‌های بانکسیا اتفاق می‌افتد.در نمونه‌هایی مانند آن‌هایی که نشان داده شده‌اند میان‌گره‌هایی پر از پیچ
با میان‌گره‌های دراز بین پیچ‌ها پشت سر هم آمده‌اند.